# Gilles Bertrán de Balanda
Gilles Bertrán de Balanda (29 de mayo de 1950) es un jinete francés que compitió en la modalidad de salto ecuestre.
Ganó dos medallas de oro en el Campeonato Mundial de Saltos Ecuestres, en los años 1982 y 2002, y una medalla de bronce en el Campeonato Europeo de Saltos Ecuestres de 1975.

## Palmarés internacional
| Campeonato Mundial | Campeonato Mundial            | Campeonato Mundial | Campeonato Mundial |
| Año                | Lugar                         | Medalla            | Categoría          |
| ------------------ | ----------------------------- | ------------------ | ------------------ |
| 1982               | Dublín (Irlanda)              | Medalla de oro     | Por equipos        |
| 2002               | Jerez de la Frontera (España) | Medalla de oro     | Por equipos        |
| Campeonato Europeo |                               |                    |                    |
| Año                | Lugar                         | Medalla            | Categoría          |
| 1975               | Múnich (RFA)                  | Medalla de bronce  | Por equipos        |